# Sagraea fuertesii
Sagraea fuertesii là một loài thực vật có hoa trong họ Mua. Loài này được (Cogn.) Alain miêu tả khoa học đầu tiên năm 1999.